# Sernokorba betyar
Espèce
Sernokorba betyar est une espèce d'araignées aranéomorphes de la famille des Gnaphosidae.

## Distribution
Cette espèce est endémique de Hongrie. Elle se rencontre dans le vármegye de Bács-Kiskun.

## Description
Le mâle holotype mesure 4,32 mm et la femelle paratype 4,04 mm.

## Systématique et taxinomie
Cette espèce a été décrite par Gallé-Szpisjak, Gallé et Szűts en 2023.

## Étymologie
Son nom d'espèce lui a été donné en référence aux betyár.

## Publication originale
- Gallé-Szpisjak, Gallé & Szűts, 2023 : « A review of the genus Sernokorba Kamura, 1992 (Araneae, Gnaphosidae). » Zoosystematics and Evolution, vol. 99, no 2, p. 325-335 (texte intégral).